# Келлеровка (Северо-Казахстанская область)
Келлеровка (каз. Келлеровка) — село в Тайыншинском районе Северо-Казахстанской области Казахстана. Административный центр Келлеровского сельского округа. Код КАТО — 596055100. Расположено в 35 километрах от районного центра г. Тайынши, в 120 километрах от областного центра г. Петропавловска. В келлеровский сельский округ входят сёла: Келлеровка, Богатыровка, Кременчуг, Липовка.
Вблизи села проходит автомагистраль А1 "Астана — Петропавловск".

## Население
В 1999 году население села составляло 3356 человек (1625 мужчин и 1731 женщина). По данным переписи 2009 года, в селе проживали 2663 человека (1282 мужчины и 1381 женщина) по данным переписи 2021 года в селе Келлеровка приживает 1847 человек

## Общие сведения
Территория сельского округа составляет 329 800 тыс.м².

Численность населения на 1 января  2022 года составила 2928 человек, дворов 894:
- с.Келлеровка  - 2653 человек, 790 двора
- с. Кременчуг  - 160 человек, 62 дворов
- с. Богатыровка - 115 человек, 42 дворов

 Село Келлеровка расположено на трассе республиканского значения, имеется автобусное сообщение со странами ближнего и дальнего зарубежья — Россия, Германия, Польша.
 В августе 2005 года отмечен столетний юбилей села Келлеровка.
 26 июня 2009 года отмечен 70-летний юбилей Келлеровской средней школы.

## Экономика
Количество хоз.субъектов  - 32, из них работает всего 125 человек, ТОО – 12 , в них работает  80 человек, КХ –10 в них работает -19 человека.
Экономическое развитие хозяйствующих субъектов это земледелие и животноводство.

## Образование
На территории сельского округа находится 1 общеобразовательная школа: средняя школа имени Героя Советского Союза И.М. Бережного в селе Келлеровка, в которой обучается 472 ученика, работают 58 человек педагогического коллектива, 5 воспитателей, 1 методист, 2 библиотекаря и 48 человек техперсонала. 
Функционируют 2 мини-центра,  их  посещают 59 детей.

## История
История Келлеровки началась с 1898 года. По царскому указу нужно было осваивать новые земли. Людям предлагали новые, необжитые земли в личное пользование. Крымские и Поволжские немцы тронулись в путь в поисках новых земель. Многие остановились в Северо-казахстанской области. В то время была уже дорога Петропавловск — Щучинск. В том месте, где сейчас находится Келлеровка, у дороги была почтовая станция, где можно было отдохнуть и поменять лошадей. А главное — там был колодец. А рядом большая берёзовая роща. Вот на этом месте и остановились новые жители с. Келлеровка. Добирались же они в Келлеровку на волах, от железнодорожной станции Петропавловск.
Вокруг были необъятные степи. Нужно сказать, что это были в основном зажиточные люди и работящие. А назвали село по фамилии основателя — Келлер. К месту они добрались уже осенью, и начали срочно строить своё первое жильё из нарезанных пластов земли — землянки. Первые основатели были католики, и они отстроили 1 улицу (сейчас ул. Ленина), а позже появились переселенцы из Приволжья — евангелисты. Они начали строить свои землянки на другой улице (сейчас ул. Гагарина). Все мужчины евангелисты носили очень длинные бороды и католики называли их Langharige.
Первая церковно-приходская школа начала работать в начале 1920-х годов. До 1936 г. обучение в школе было на немецком.
В 1927 г. была проложена линия Петропавловск-Боровое (265 км), обеспечившая вывоз хлеба и другой продукции из северных районов республики. Что так же послужило толчком к развитию Келлеровки, и келлеровского района.
Некоторые села Келлеровского района были основаны переселенцами из Украины, начиная с 1906 года. Они ехали заселять окраины царской России, согласно Столыпинской реформы. Так возникли: Богатыровка, Кременчуг, Липовка, Богодуховка, Обуховка, Ивангород и другие сёла. Долгие годы переселенцы-украинцы сберегали свои традиции, обычаи, обряды, язык, относясь с большим уважением и к казахам, и к другим народам, постепенно заселявшим казахстанские просторы.
История возникновения остальных посёлков Келлеровского района началась в 1936 г. Когда вышло постановление правительства о выселении польского и немецкого населения с приграничных районов с Польшей. 3 июня 1936 г. на ст. Тайнча прибыл первый эшелон с переселенцами. За период с 03.06.36. по 21.06.36. за 21 день прибыло 40 эшелонов с переселенцами по 600—900 человек в каждом. Поезда приходили до поздней осени. Последние ещё и в 1937 г. До наступления холодов нужно было построить жильё, школы, помещения для скота. Чтобы переселенцы не убегали, их всех взяли под комендантский контроль. В 1941 г. привезли ещё немцев из Поволжья и с Северного Кавказа. В том же 1937 г. привезли с Дальнего Востока корейцев. Но позже им разрешили выехать в южные районы Казахстана. В 1938 г. был сильный голод и очень много людей, особенно детей умерли от голода. Старшеклассники в школе вместо того, чтобы заниматься, часто копали могилы.
В 1943 году была ликвидирована Чечено-Ингушская АССР и все жители были депортированы в Казахстан и Среднюю Азию. В Келлеровке в этот период появилось много переселенцев ингушей. Многие из них умерло первый год зимой от холода.

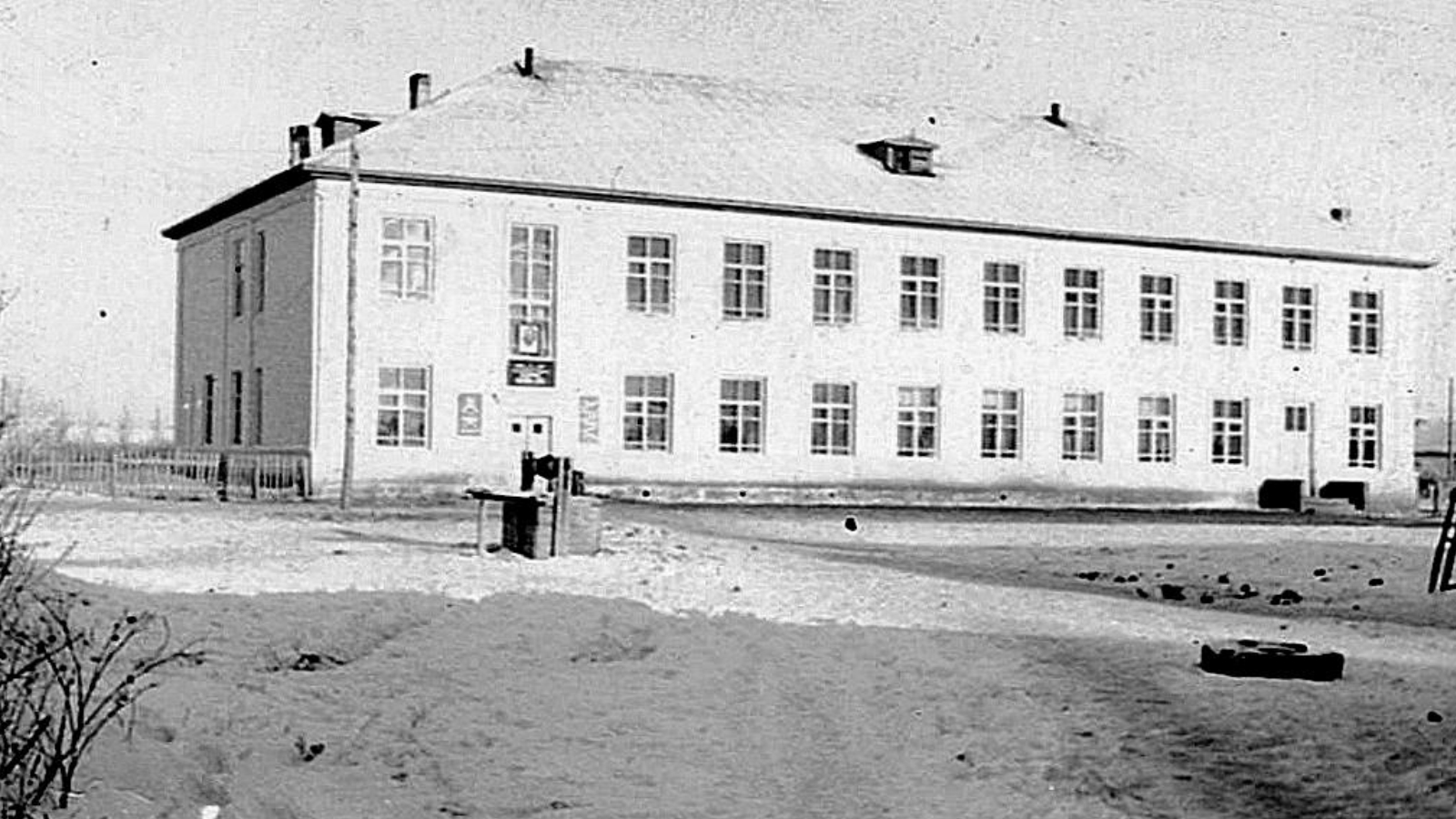
Здание келлеровской средней школы в 60-х годах

Здание старой школы строили с 1936 г. по 1939 г.
02 января 1963 г. — Келлеровский район был упразднён, и введён в состав Красноармейского района Кокчетавской области. Но 28 мая 1969 г. Келлеровке снова дали статус районного центра.
С этого времени село начало особенно интенсивно благоустраиваться. Появился большой клуб, детские садики, двухэтажные жилые дома, кинотеатр. Жители активно благоустраивали село, высаживали деревья, кустарники. Проводились месячники по благоустройству. Конец 1980-х годов был пиком развития нашего района. Население в Келлеровке месте с Розовкой и Богатыровкой было более 5 тыс. человек. В Келлеровской Средней Школе — 1200 учеников.
Развал СССР и образование 16 декабря 1991 республики Казахстан привело к образованию деструктивных процессов в экономической, социальной и политической сферах. Поток немцев и поляков, возвращающихся на историческую родину в Германию и Польшу, значительно увеличился. Это привело к резкому снижению численности населения села.
02 мая 1997 г. село было лишено статуса районного центра. Келлеровский район был введён в состав Тайыншинского района Северо-Казахстанской области.
В 1997 году был ликвидирован колхоз им. XXII партсъезда.

## Келлеровка сегодня
6 декабря 2020 года проведено собрание местного сообщества для учета мнений жителей по переименованию идеологически устаревших наименований улиц.
По итогам проведенного собрания жителями было принято решение по переименованию следующих улиц: улицу Ленина — на улицу Абая Кунанбаева, улицу Пролетарская — на улицу  Мағжана Жұмабаева.

## Знаменитые уроженцы и жители села
Владимир Леер - российский музыкант и дирижер, известный своими оригинальными аранжировками и проектами, объединяющими классическую музыку и рок. Он также является художественным руководителем Волгоградского муниципального духового оркестра и основателем биг-бэнда.

## Галерея фото

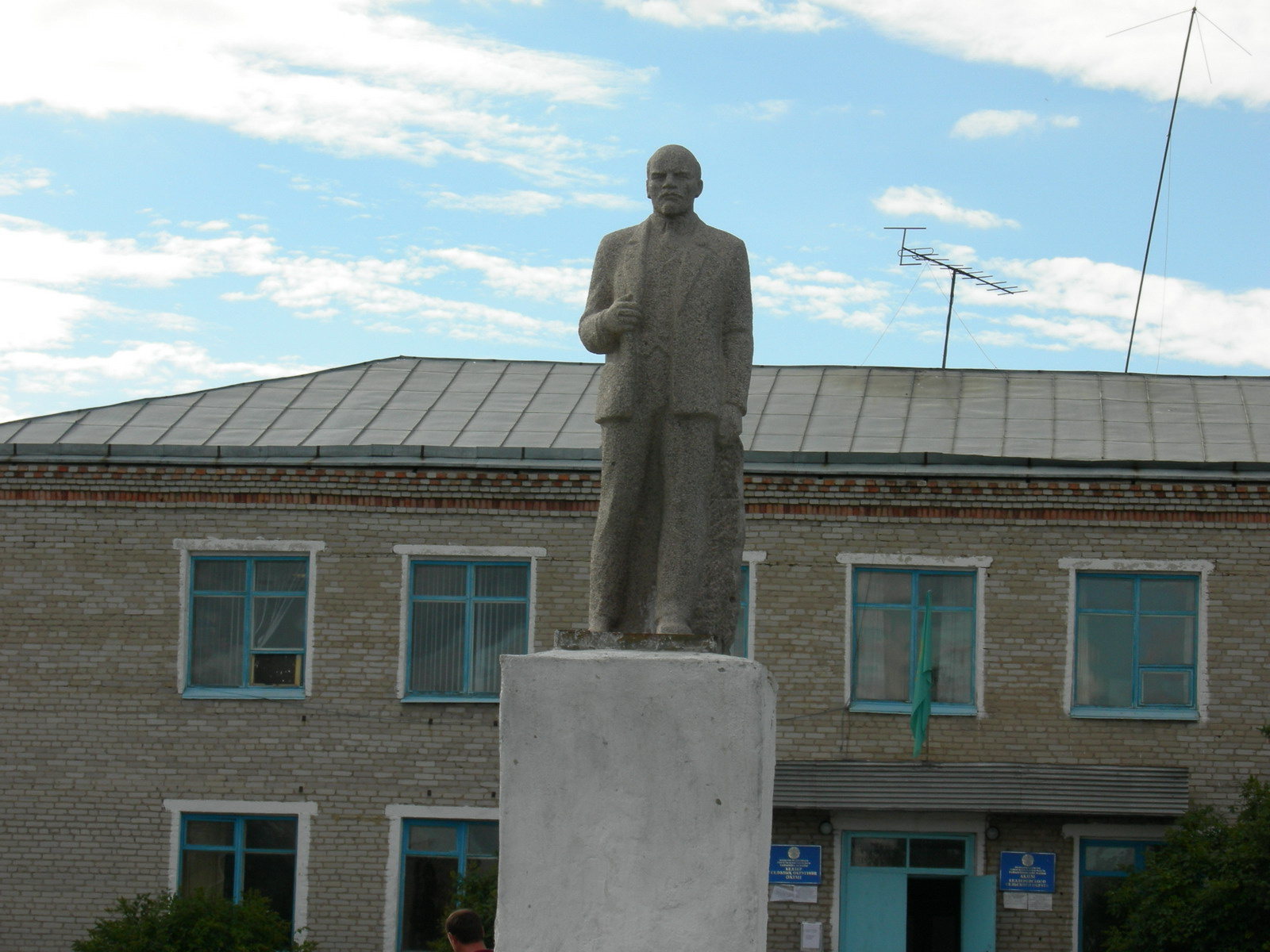
Памятник Ленину на площади
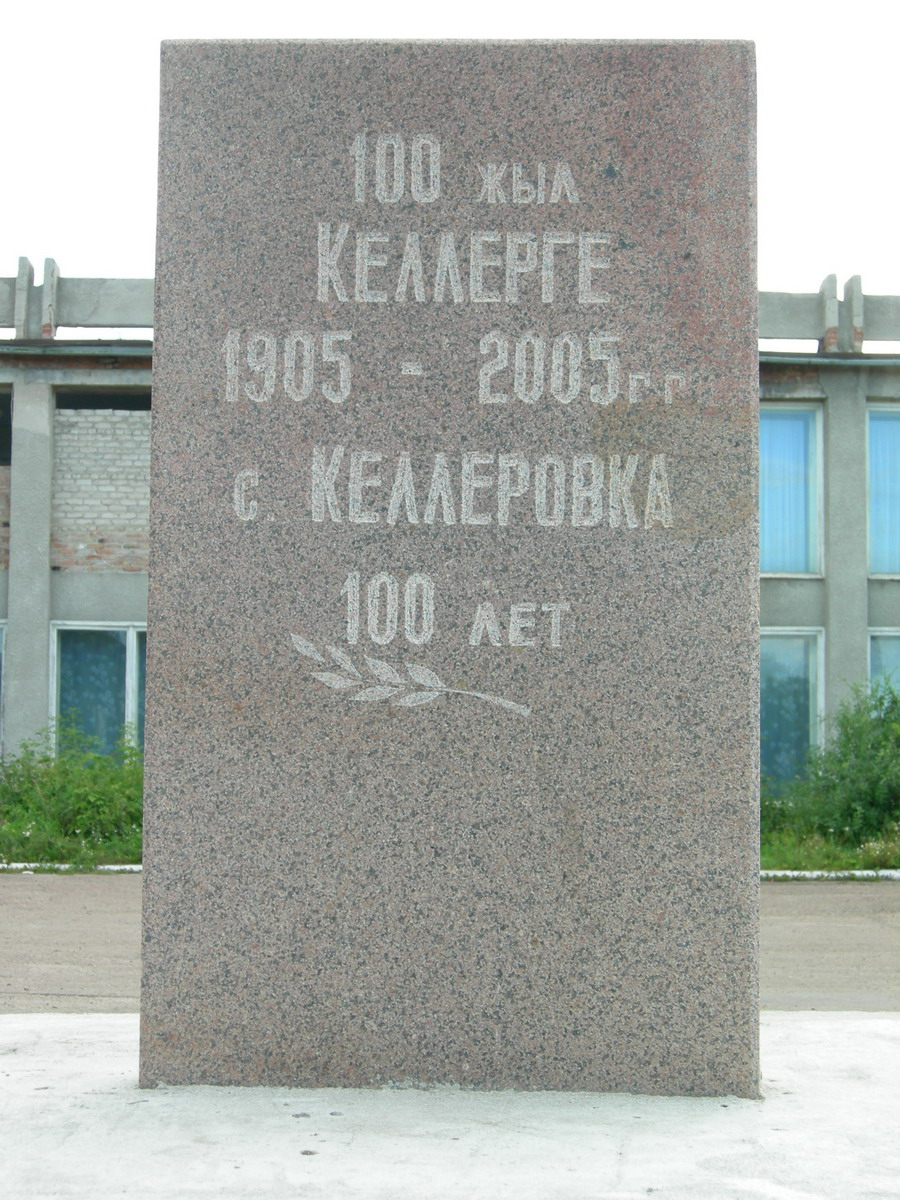
Мемориал к 100-летию села